# Aeroporto di Marsiglia Provenza
L'aeroporto di Marsiglia Provenza è un aeroporto francese situato vicino alla città di Marsiglia, nel dipartimento di Bocche del Rodano, nel comune di Marignane. È il quinto aeroporto francese per traffico passeggeri.

## Storia
I lavori di costruzione dell'aeroporto iniziarono nel 1922. La prima tratta ad utilizzare lo scalo fu il volo Tolosa-Perpignano-Marsiglia. Sette anni dopo la sua apertura l'aeroporto fu ingrandito.
Nel 1961 fu costruito il Terminal 1 secondo il progetto dell'architetto Fernand Pouillon.
Nel 1986 l'aeroporto assunse la denominazione attuale.
Il 26 dicembre 1994 il volo Air France 8969, dirottato dal Gruppo Islamico Armato, fu fatto atterrare dagli attentatori nello scalo marsigliese, dove le teste di cuoio del GIGN intervennero liberando gli ostaggi. Questo fatto fece sì che Air France sospendesse tutti i voli per l'Algeria sino al 2003.
Nel 2006 fu aperto il nuovo Terminal 2 destinato esclusivamente alle compagnie low cost. Questo fa sì che già a partire dall'anno seguente si registri un aumento del traffico aereo del 17%.
Nel marzo 2022 Ryanair ha annunciato un investimento record su Marsiglia Provenza con l'apertura di 60 rotte, 10 delle quali nuove, e di un totale di 240 voli a settimana.

## Andamento del traffico passeggeri
Questo grafico non è disponibile a causa di un problema tecnico.
Si prega di non rimuoverlo.
Vedi la query Wikidata di origine.

## Collegamenti con Marsiglia
Delle navette collegano le varie hall dell'aeroporto alla stazione di Vitrolles, dalla quale partono circa 62 treni al giorno per Marsiglia e per i centri vicini. Marsiglia è raggiungibile anche via taxi o tramite i bus di linea, che collegano l'aeroporto anche a città come Aix en Provence e Saint-Tropez.